# 1999 JE132
1999 JE132, também escrito como 1999 JE132, é um objeto transnetuniano (TNO) que está localizado no cinturão de Kuiper, uma região do Sistema Solar. Este corpo celeste é classificado como um plutino, pois, o mesmo está em uma ressonância orbital de 2:3 com o planeta Netuno. Ele possui uma magnitude absoluta (H) de 8,6 e, tem um diâmetro estimado com cerca de 84 km.

## Descoberta
1999 JE132 foi descoberto no dia 10 de maio de 1999 pelos astrônomos R. L. Allen, G. Bernstein e P. Guhathakurta.

## Órbita
A órbita de 1999 JE132 tem uma excentricidade de 0.195 e possui um semieixo maior de 39.440 UA. O seu periélio leva o mesmo a uma distância de 31.761 UA em relação ao Sol e seu afélio a 47.120.